# Герб Городищей (Владимирская область)
Герб Городи́щей — официальный символ городского поселения посёлок Городищи Петушинского района Владимирской области Российской Федерации.
Герб утверждён Решением Совета народных депутатов посёлка Городищи № 18/3 от 21 апреля 2010 года.
Герб внесён в Государственный геральдический регистр Российской Федерации под регистрационным номером 6101.

## Описание герба
«В зелёном поле серебряный вилообразный крест, продетый в золотое веретено (сквозной ромб)».— Положения о гербе посёлка Городищи.
Герб посёлка Городищи может воспроизводиться в многоцветном и одноцветном равнодопустимых вариантах (с вольной частью и без вольной части).
Герб посёлка Городищи в соответствии с Методическими рекомендациями по разработке и использованию официальных символов муниципальных образований (Раздел 2, Глава VIII, п.п. 45-46), утверждёнными Геральдическим советом при Президенте Российской Федерации 28.06.2006 года может воспроизводиться со статусной короной установленного образца.

## Описание символики
Герб посёлка Городищи языком символов и аллегорий отражает исторические, экономические и природные особенности посёлка Городищи.
Вилообразный крест аллегорически указывает на впадение реки Киржач в реку Клязьму, при котором расположен посёлок, символически показанный ромбом в центре креста.
Места, окружающие посёлок, очень популярны среди отдыхающих, сюда приезжают из разных областей насладиться свежим воздухом, прозрачной водой рек, чистой природой, богатством лесов. В гербе символика природы, окружающей посёлок, отражена красным цветом, серебром и золотом:
Золото — символ урожая, богатства, солнечного тепла и энергии.
Серебро — символ чистоты, совершенства, мира и взаимопонимания.
Зелёный цвет — символ природы, здоровья, молодости, жизненного роста.
Серебряный вилообразный крест, дамасцированный (геральдическое украшение) волнистыми продольными и поперечными линиями, напоминающими плетение марли, и веретено (сквозной ромб) — традиционный символ текстильной промышленности, символически отражает основное предприятие посёлка — ныне ОАО «Городищенская отделочная фабрика» — крупное предприятие по выпуску марли, ваты и бязи. Фабрика, существующая более 120 лет, является одним из крупнейших и старейших отечественных производителей изделий медицинского назначения.
Герб разработан при содействии Союза геральдистов России.
Авторская группа: идея герба — Галина Пономарева (п. Городищи), Алевтина Грунина (п. Городищи), Лилия Караева (п. Городищи), Светлана Горячева (п. Городищи), Светлана Зуева (п. Городищи), Константин Моченов (Химки); художник и компьютерный дизайн — Оксана Афанасьева (Москва); обоснование символики — Кирилл Переходенко (Конаково).